# Henri Padou, Jr.
Henri Padou, Jr. (Tourcoing, Francia, 21 de agosto de 1928-16 de noviembre de 1999) fue un nadador francés especializado en pruebas de estilo libre, donde consiguió ser medallista de bronce olímpico en 1948 en los 4 x 100 metros.

## Carrera deportiva
En los Juegos Olímpicos de Londres 1948 ganó la medalla de bronce en los relevos de 4x200 metros estilo libre, con un tiempo 9:08.0 segundos, tras Estados Unidos (oro) y Hungría (plata); sus compañeros de equipo fueron los nadadores: Joseph Bernardo, René Cornu y Alexandre Jany.